# Silence dans la vallée
Pour plus de détails, voir Fiche technique et Distribution.
Silence dans la vallée est un téléfilm documentaire français réalisé par Marcel Trillat, sorti en 2007.

## Synopsis
À l’automne 2006, la dernière grande forge de Nouzonville, les Ateliers Thomé-Génot, dans la vallée de la Meuse, est liquidée après avoir été reprise par un groupe américain. Marcel Trillat rencontre les protagonistes de l'aventure industrielle de la vallée, ouvriers, ingénieurs et patrons locaux, et donne à voir le désarroi d’une collectivité dépassée par la mondialisation, la financiarisation du capital et les restructurations qu'elles engendrent.
Le film s'inscrit dans la suite de la trilogie documentaire consacrée au monde du travail (avec 300 jours de colère, Les prolos et Femmes précaires).

## Fiche technique
- Réalisation : Marcel Trillat
- Auteur : Marcel Trillat
- Musique : Bernard Lubat
- Photographie : Julien Trillat
- Montage : Catherine Dehaut
- Société de production : VLR productions
- Éditeur en DVD : Compagnie des Phares et Balises
- Distribution : France Télévision
- Pays d'origine :  France
- Langue : français
- Format : Betacam numérique
- Durée : 83 minutes
- Date de sortie : 2007